# Lista de títulos e prêmios recebidos por Neymar
Esta é uma lista de títulos e prêmios recebidos por Neymar, futebolista brasileiro que atualmente defende o Santos. O jogador atua como atacante e ponta.

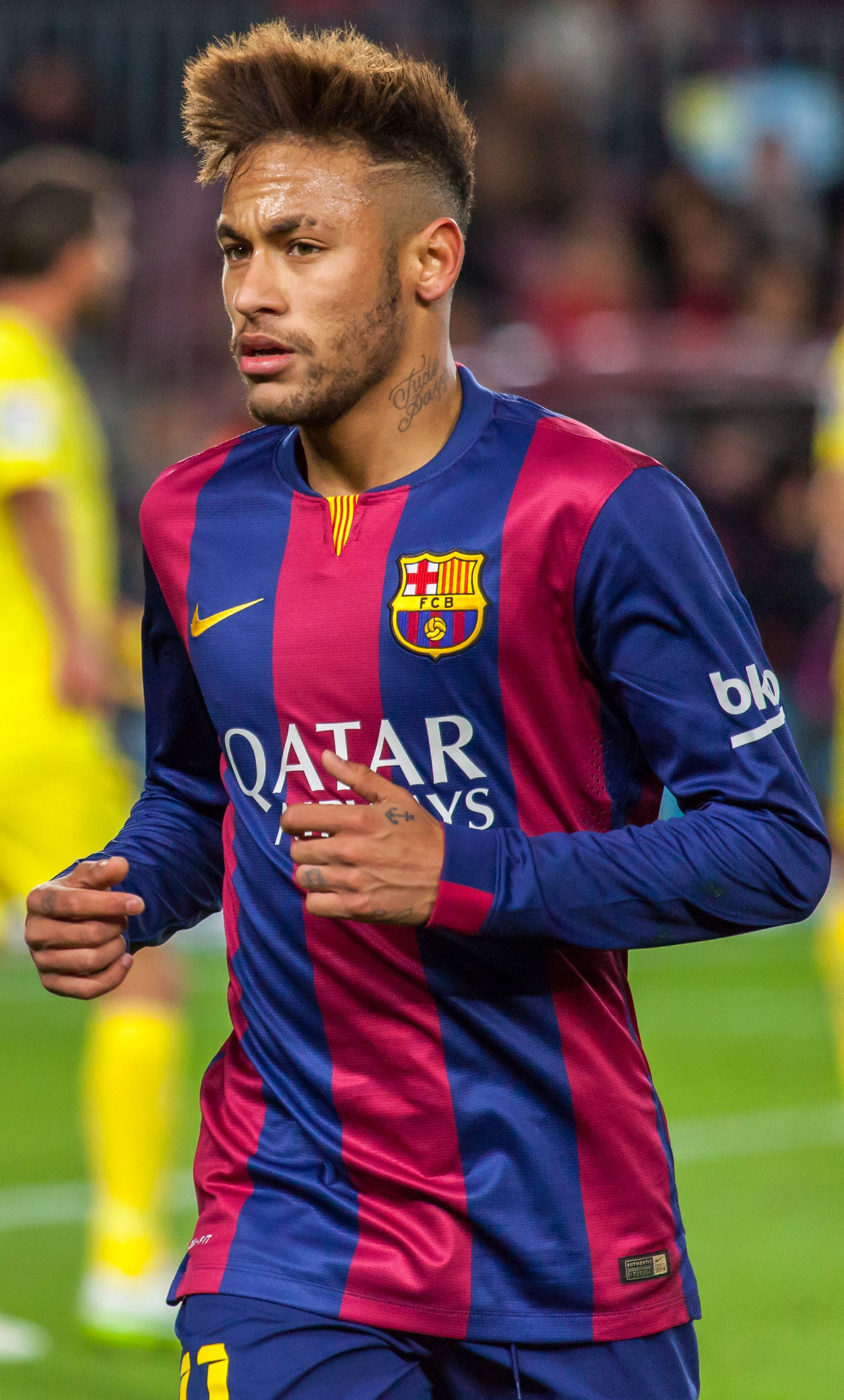
Neymar atuando pelo Barcelona em 2015

## Estatísticas
Ao todo, em sua carreira, Neymar acumula:
- 709 jogos;
- 437 gols;
- 250 assistências;
- 66 prêmios individuais;
- 30 títulos oficiais;
- 21 hat-tricks;
- 24 gols de falta;

## Títulos
Santos

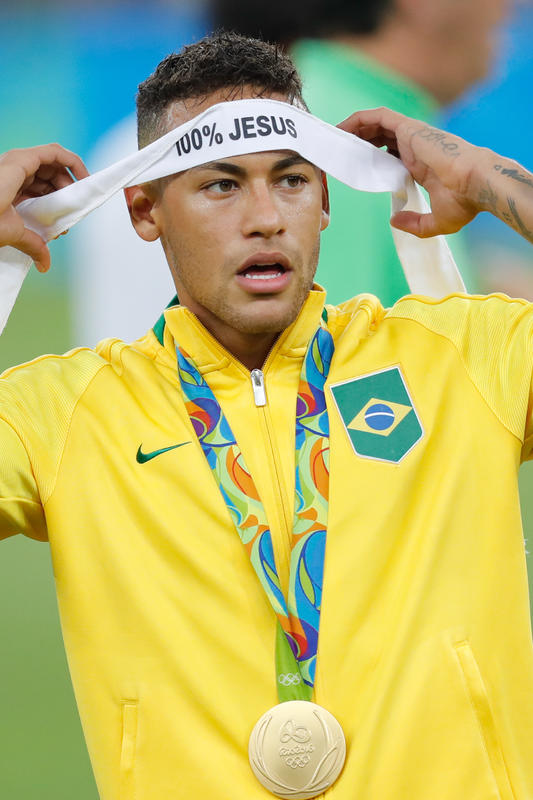
Neymar depois de ganhar a medalha de ouro com o Brasil nos Jogos Olímpicos de Verão de 2016

- Campeonato Paulista: 2010, 2011 e 2012
- Copa do Brasil: 2010
- Copa Libertadores da América: 2011
- Recopa Sul-Americana: 2012

Barcelona
- Supercopa da Espanha: 2013
- La Liga: 2014–15 e 2015–16
- Copa do Rei: 2014–15, 2015–16 e 2016–17
- Liga dos Campeões da UEFA: 2014–15
- Copa do Mundo de Clubes da FIFA: 2015

Paris Saint-Germain
- Ligue 1: 2017–18, 2018–19, 2019–20, 2021–22 e 2022–23
- Copa da França: 2017–18, 2019–20 e 2020–21
- Copa da Liga Francesa: 2017–18 e 2019–20
- Supercopa da França: 2018, 2020 e 2022

Al-Hilal
- Campeonato Saudita: 2023–24[1]

Seleção Brasileira
- Copa das Confederações FIFA: 2013
- Jogos Olímpicos: 2016

### Prêmios Individuais

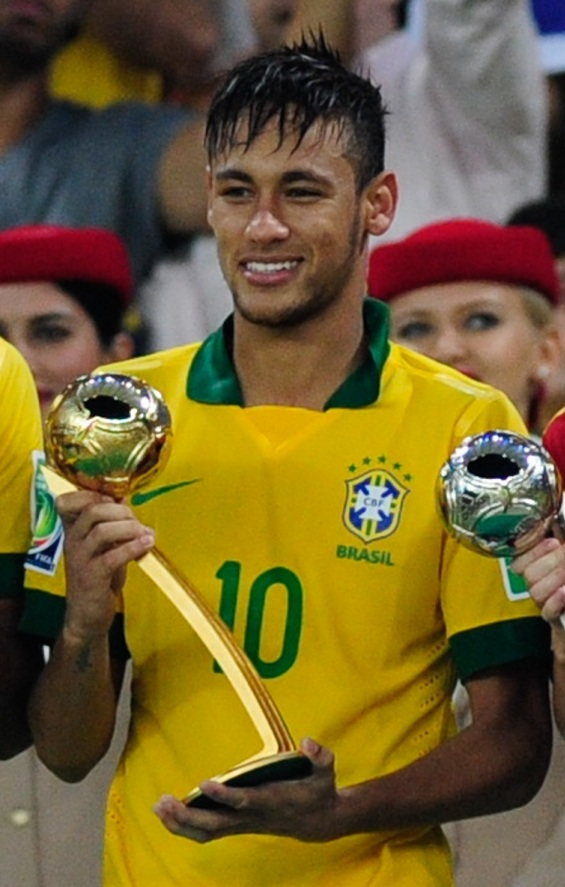
Neymar após ser eleito Bola de Ouro da Copa das Confederações de 2013

- Revelação do Campeonato Paulista: 2009[2]
- Melhor jogador do Campeonato Paulista: 2010[3], 2011[4], 2012[5] e 2013[6]
- Seleção do Campeonato Paulista: 2010, 2011, 2012 e 2013
- Melhor jogador da Copa Libertadores da América: 2011[7]
- Bola de Ouro da Revista Placar: 2011[8]
- Bola de Prata da Revista Placar: 2010 e 2011
- Bola de Prata Hors Concours da Revista Placar: 2012[9]
- Chuteira de Ouro da Revista Placar: 2010, 2011 e 2012
- Prêmio Arthur Friedenreich: 2010 e 2012
- Troféu Armando Nogueira: 2011 e 2012
- Melhor jogador do Campeonato Brasileiro : 2011
- Seleção do Campeonato Brasileiro: 2010, 2011 e 2012
- Seleção da Temporada pelo Troféu Mesa Redonda: 2010 e 2011
- Bola de Bronze da Copa do Mundo de Clubes da FIFA: 2011[10]
- Prêmio Rei da América - El País: 2011[11], 2012[12]
- Melhor jogador jovem do mundo pela revista World Soccer: 2011[13]
- Prémio FIFA Ferenc Puskás: 2011[14]
- Seleção da Copa Libertadores da América: 2012
- Bola de Ouro da Copa das Confederações FIFA: 2013[15]
- Seleção da Copa das Confederações: 2013[16]
- Chuteira de Bronze da Copa do Mundo FIFA de 2014
- Seleção da Copa do Mundo FIFA de 2014[17]
- Samba de Ouro: 2014, 2015, 2017, 2020, 2021 e 2022[18]
- Melhor jogador americano da La Liga de 2014–15[19]
- Jogador do mês da La Liga: novembro de 2015
- FIFPro World XI: 2015, 2017
- Jogador do mês da Ligue 1: dezembro de 2017, janeiro de 2020 e agosto de 2022[20]
- Melhor Jogador da Ligue 1: 2017–18[21]
- Time da Temporada da ESM: 2017–18
- Time do Ano da UEFA: 2015[22], 2020[23]
- Equipe ideal da Ligue 1: 2017–18, 2018–19, 2019–20, 2020–21
- Elenco ideal da Liga dos Campeões da UEFA:  2014–15, 2019–20,[24] 2020–21[25]
- Equipe ideal da Copa América: 2021[26]
- Equipe ideal CONMEBOL da década 2011–2020 pela IFFHS[27]
- Prêmio pela Carreira Globe Soccer Awards: 2024[28]
- Golaço do Campeonato (Campeonato Paulista): 2025[29]

### Líder de assistências
- Liga dos Campeões da UEFA de 2016–17 (9 assistências)

### Artilharias
- Copa do Brasil de 2010 (11 gols)
- Campeonato Paulista de 2012 (20 gols)
- Recopa Sul-Americana de 2012 (1 gol)
- Copa Libertadores da América de 2012 (8 gols)
- Supercopa da Espanha de 2013 (1 gol)
- Copa do Rei de 2014–15 (7 gols)
- Liga dos Campeões de 2014–15 (10 gols)

### Honrarias e homenagens
- Personagem no famoso gibi de Maurício de Souza, Turma da Mônica, o Neymarzinho
- Título de Cidadão Paulistano.[30]
- Eleito o 20º maior brasileiro de todos os tempos em programa do canal de televisão SBT.
- Ilustração de Yoichi Takahashi, criador da franquia de mangá e anime Super Campeões[31]
- Medalha do ex-presidente Jair Bolsonaro com as palavras "imbrochável, imorrível e incomível”.[32][33]
- Ordem de Rio Branco, no grau de Comendador.[34]

### Feitos
- Maior artilheiro da Seleção Brasileira: 79 gols.
- Jogador brasileiro mais vezes indicado ao prêmio de Melhor Jogador do Mundo pela FIFA (10x)
- Jogador brasileiro que mais vezes ficou no TOP 10 no prêmio de Melhor Jogador do Mundo pela FIFA (9x)
- Jogador brasileiro mais vezes indicado ao prêmio da Ballon d'Or (10x)
- Jogador brasileiro que mais vezes ficou no TOP 10 no prêmio da Ballon d'Or (6x)
- Jogador brasileiro com mais gols por clubes europeus no Século XXI
- Jogador brasileiro com mais gols na história do Paris Saint-Germain Football Club
- 12º jogador com mais participações em gols na história do futebol em jogos oficiais segundo a Opta Sports
- 3º jogador brasileiro com mais participações em gols na história do futebol em jogos oficiais segundo a Opta Sports
- Jogador com mais assistências na história da Seleção Brasileira
- Jogador com mais gols pela Seleção Brasileira no Século XXI
- Jogador com mais assistências pela Seleção Brasileira no Século XXI
- Jogador com mais assistências na Europa em 2016 e 2017
- Artilheiro da Seleção Brasileira em Eliminatórias da Copa do Mundo: 13 gols.[35]
- Artilheiro da Seleção Brasileira em amistosos: 42 gols.[36]
- Jogador brasileiro com mais gols e assistências na UEFA Champions League: 41 gols e 30 assistências.[37]
- Artilheiro do Santos do Século XXI: 138 gols.
- Maior artilharia em uma temporada do futebol brasileiro na década 2011–2020: 43 gols, 2012 (empatado com Gabriel Barbosa (2019))
- Primeiro jogador brasileiro a fazer três gols em uma única partida (hat-trick) em jogos válidos pela Libertadores e Champions League.[38]
- 2º jogador a marcar gols em decisões da Libertadores e da Champions.[39]
- 1º jogador a marcar gols em finais de Liga dos Campeões da UEFA e Copa Libertadores da América e vencê-las.
- 1º jogador a marcar gols em todos os jogos das quartas-de-final, semifinais e final (5 jogos) da Liga dos Campeões da UEFA.
- 2º jogador na história a ficar entre os 10 melhores jogadores do mundo atuando na América do Sul
- Autor do gol mais tardio, em tempo normal, das Copas do Mundo (90+7', Brasil 2-0 Costa Rica, 2018).[40]
- Autor do gol mais rápido em jogos de Olimpíadas (14 segundos, Brasil 6-0 Honduras, 2016).[41]